# Acordos de Mar-a-Lago

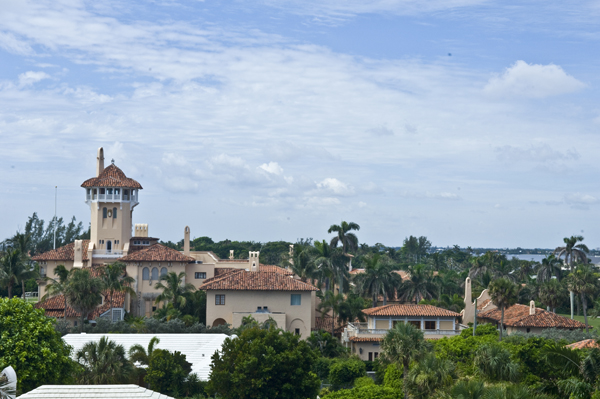
Mar-a-Lago em 2009.

Os Acordos de Mar-a-Lago e a política tarifária de Donald Trump representam uma tentativa de reconfiguração radical da economia americana e do sistema financeiro mundial em referência ao resort de luxo Mar-a-Lago de propriedade de Trump na Flórida, onde muitas das suas políticas econômicas foram discutidas com empresários e líderes políticos.
Através das tarifas alfandegárias, desvalorização do dólar e mudanças na estrutura da dívida pública, o governo Trump visa resolver problemas históricos como o déficit comercial e a perda de competitividade da indústria. Contudo, as consequências dessas políticas podem ser amplas, afetando não apenas os Estados Unidos, mas também a estabilidade econômica global. A dúvida sobre a viabilidade e os impactos a longo prazo dessas medidas permanece, especialmente diante da incerteza sobre a capacidade do governo de alcançar seus objetivos sem gerar efeitos colaterais indesejados, como inflação alta e recessão. Essa reconfiguração do sistema financeiro global pode, em última instância, significar um novo ponto de inflexão na história econômica dos Estados Unidos e do mundo, similar aos acordos de Bretton Woods e ao Acordo Plaza. Entretanto, os desafios e as incertezas são grandes, e o futuro econômico dos Estados Unidos e sua posição no comércio internacional dependem da implementação bem-sucedida dessas políticas.
O conceito de tarifas como ferramenta de política econômica tem gerado intensos debates no cenário internacional. Nos últimos anos, especialmente durante o governo de Donald Trump, as tarifas se tornaram um elemento central da estratégia econômica americana, com implicações profundas não apenas para os Estados Unidos, mas para a economia global como um todo. O presidente americano, ao anunciar pacotes de tarifas, busca realizar uma série de objetivos econômicos que incluem a desvalorização do dólar, a redução do déficit comercial e a recuperação do setor industrial dos EUA. Contudo, tais medidas vêm acompanhadas de uma série de consequências econômicas, como contração do PIB, aumento da desigualdade de renda e possíveis impactos negativos no emprego.

## Objetivos do Governo Trump
Os objetivos centrais da administração Trump em relação às tarifas são claros: enfraquecer o dólar e reduzir os juros dos títulos do Tesouro de 10 anos. Essas metas visam a recuperação da indústria americana, a redução do déficit comercial e o fortalecimento da economia interna. O acordo propõe que os Estados Unidos, ao fornecer segurança militar e acesso ao mercado americano, recebam em troca um dólar mais fraco, maior capacidade industrial e uma reestruturação da dívida pública, substituindo títulos de curto prazo por papéis com prazos de 50 ou 100 anos, sem pagamento de juros periódicos. Essa troca tem o intuito de aliviar a pressão sobre o orçamento americano, possibilitando uma redução dos gastos com a dívida pública, que ultrapassaram US$ 900 bilhões em 2024, com uma projeção de crescimento para mais de US$ 1,6 trilhões até 2035.

## Dólar sobrevalorizado
Uma das questões centrais da política econômica de Trump é a sobrevalorização do dólar. O dólar, sendo a moeda de reserva mundial, é constantemente demandado por países que buscam proteger suas economias de flutuações econômicas e crises internacionais. Esse processo, no entanto, tem levado à perda de competitividade dos produtos americanos no mercado internacional, já que o valor do dólar elevado torna as exportações dos Estados Unidos mais caras, exacerbando o déficit comercial.
O déficit comercial dos Estados Unidos é um reflexo desse fenômeno: o país, ao oferecer sua moeda como reserva internacional, precisa incorrer em um déficit comercial para absorver os recursos do resto do mundo. Esse déficit é financiado pela emissão de títulos do Tesouro, o que, por sua vez, aumenta a dívida pública e os juros pagos ao longo do tempo. Trump, portanto, vê a sobrevalorização do dólar como um obstáculo à recuperação da indústria americana e busca políticas que conduzam a uma desvalorização controlada da moeda.

## Reindustrialização
Trump, com sua agenda econômica focada na reindustrialização, busca restaurar a competitividade da indústria americana, especialmente nas áreas de manufatura. A perda de empregos industriais de qualidade é um dos maiores desafios para o governo, uma vez que a globalização e a ascensão de economias emergentes, como a China, diminuíram a participação da economia americana na produção industrial global.
Entre 1974 e 2023, a participação da economia americana no PIB mundial caiu de 40% para cerca de 25%. Embora essa perda seja parte de uma tendência global, a administração Trump vê a reindustrialização como um meio crucial para combater o desemprego e revitalizar a economia. No entanto, o setor industrial americano não pode ser revigorado sem ganhos significativos de produtividade, algo que exigiria uma automatização massiva e investimentos pesados em tecnologia.
A promessa de “recuperar os empregos perdidos para a China” se depara com a realidade de que, para que a manufatura americana se torne competitiva novamente, é necessário um nível elevado de inovação e automação, o que contraria as expectativas de geração de empregos no setor.

## Tarifas e Geopolítica
Um dos aspectos mais controversos da política econômica de Trump é o uso das tarifas como um mecanismo para reconfigurar o comércio global. O pacote tarifário imposto pelo governo visa não apenas reduzir o déficit comercial, mas também forçar países aliados a se alinharem mais estreitamente aos interesses americanos. Trump tem sido particularmente duro com aliados históricos como a União Europeia e o Japão, ao mesmo tempo que mantém uma postura relativamente mais flexível em relação a potências como a Rússia. Esse alinhamento forçado tem como objetivo garantir que os países dependam mais dos Estados Unidos em termos de segurança e comércio, ao mesmo tempo em que buscam reduzir o peso da dívida externa.
A ideia de que as tarifas podem reestruturar o equilíbrio econômico e geopolítico global é uma continuação de um pensamento mais amplo que remonta a acordos históricos, como o Acordo Plaza de 1985, que visava coordenar a desvalorização do dólar para resolver desequilíbrios comerciais entre os Estados Unidos e outros países.

## Efeitos de longo prazo
As políticas de Trump têm impactos não apenas no comércio global, mas também em várias frentes internas, como a inflação e o crescimento econômico. A imposição de tarifas tende a aumentar os custos de produção, o que pode gerar pressões inflacionárias. Além disso, ao promover uma política industrial voltada para a reindustrialização, o governo pode acabar gerando custos mais altos com salários e infraestrutura, o que, se não acompanhado de ganhos significativos em produtividade, poderá levar a uma inflação elevada.
O cenário mais provável é uma combinação de crescimento econômico mais modesto, inflação persistente e taxas de juros elevadas por mais tempo. Esse ambiente pode criar uma situação de incerteza econômica, que, por sua vez, pode gerar uma recessão ou uma desaceleração do crescimento.